# 島田叡
島田叡（日语：／ Shimada Akira，1901年12月25日—1945年6月26日？）日本政治人物，最後一任官選沖繩縣知事。

## 生平
出生在兵庫縣神戶市須磨區。1922年進入東京帝國大學法學部學習。1925年畢業後，進入內務省供職。他主要擔任警察局職務。1945年1月，擔任大阪府內務部長。
1945年，美軍即將攻打沖繩。1月10日，沖繩縣知事泉守紀前往東京頻繁出差。泉守紀與陸軍軍務局各官員意見不同，被罷免官職，改任香川縣知事。取而代之的是島田叡。島田叡懷著必死之心，隨身攜帶了武士刀和氰化鉀前往沖繩赴任。
島田叡赴任之後，試圖調解日本第32軍與沖繩民眾的矛盾。他把民眾疏散到了北部，確保其飲食，並從臺灣運來大米。與前任知事不同，沖繩人對島田叡十分信賴。此外，他與海軍中將大田實聯繫密切，大田實形容二人之間是「肝胆相照」的密友。
沖繩島戰役爆發之後，軍方欲撤離首里遷往南部，島田叡認為南部人口密集，害怕傷及無辜平民，表示強烈反對。不過牛島滿沒有接受。5月，當軍方準備拋棄首里、撤往摩文仁（在今糸滿市）時，島田叡認為拋棄裝備精良、防備森嚴的首里，連同居民一起撤往摩文仁是十分愚蠢的計策。但仍未被牛島滿接受。6月9日，島田解散了沖繩縣的警察組織，隨後撤往摩文仁。26日，傳出島田叡與警察部長荒井退造一起，從摩文仁的軍醫部戰壕走出，之後便再也沒有消息，甚至二人的屍體至今仍未被找到。根據一些士兵的證詞，島田叡二人在戰壕裡自殺。
| 島田叡        |                                        |                                    |
| 前任： 泉守紀 | 沖繩縣知事 1945年1月12日-1945年6月23日 | 空缺下一位持有相同頭銜者：屋良朝苗 |